# Anti-emetica
Anti-emetica zijn geneesmiddelen die toegepast worden tegen braken en/of misselijkheid.
Deze middelen kunnen aangewezen zijn bij aandoeningen van het maag-darmstelsel, bij reisziekte, ter preventie van bijwerkingen van bepaalde narcosemiddelen of pijnstillers en bij misselijkheid als bijwerking van chemotherapie bij kanker. Bij zwangerschapsmisselijkheid is men erg voorzichtig met anti-emetica, omdat er vaak te weinig bekend is over de veiligheid voor de foetus (een vreselijk voorbeeld was destijds Softenon).

## Klassen van anti-emetica
- De gastroprokinetica zijn aangewezen bij de meeste vormen van braken en misselijkheid. Ze verhogen de tonus van de onderste sluitspier van de slokdarm en versnellen de peristaltiek en de lediging van de maag en voorkomen braken. Deze klasse van middelen is verwant met de antipsychotica en werken remmend op de in de hersenen gelegen dopaminereceptoren. De bekendste leden van deze klasse zijn domperidon (Motilium) en metoclopramide (Primperan). Ook alizapride (litican) behoort tot deze klasse.
- De 5HT3-antagonisten blokkeren de serotoninereceptoren in het centrale zenuwstelsel en het maag-darmstelsel. Deze middelen worden gebruikt ter behandeling en preventie van ernstige misselijkheid na een  operatie en bij chemotherapie. Geneesmiddelen in deze klasse: granisetron, ondansetron (Zofran), dolasetron, palonosetron en tropisetron.
- De NK1-receptorantagonisten werken in op de receptoren voor substance P. Aprepitant is een voorbeeld; het wordt voorgeschreven bij bepaalde medicijnen tegen kanker die sterk braken opwekken.
- Sommige antihistaminica hebben ook effect tegen misselijkheid. Dit geldt met name voor de oude middelen, die bovendien ook slaperig maken. Dit zijn onder meer promethazine, dimenhydraat, cinnarizine en meclozine. Deze middelen worden nog maar weinig voorgeschreven, ze kunnen reisziekte voorkomen als ze tijdig worden ingenomen.
- Er zijn nog tal van geneesmiddelen die een anti-emetische werking hebben in bepaalde specifieke situaties (cannabis, benzodiazepinen, scopolamine, corticosteroïden, propofol. Deze middelen worden alleen op voorschrift van een arts en dan nog voornamelijk in een ziekenhuisomgeving gebruikt om misselijkheid na een narcose te voorkomen.